# أمازون روبوتيكس
أمازون روبوتيكس Amazon Robotics LLC، المعروفة سابقًا باسم كيفا Systems، هي شركة مقرها ماساتشوستس تقوم بتصنيع أنظمة إنجاز الروبوتات المتنقلة.   وهي شركة تابعة لشركة أمازون. وقد تم استخدام أنظمة التخزين والاسترجاع الآلية الخاصة بها في الماضي من قبل شركات بما في ذلك جاب وشركة والغرينز وStaples وGilt Groupe وOffice Depot وCrate &amp; Barrel وأمازون وSaks 5th Avenue. يعمل موظفو شركة كيفا سابقًا الآن في مستودعات أمازون فقط.[بحاجة لمصدر]

## تاريخها
بعد العمل في فريق عملية الأعمال في ويب فان، خلص ميك ماونتز إلى أن سقوط الشركة كان بسبب عدم مرونة أنظمة مناولة المواد الحالية والتكلفة العالية لتلبية الطلبات. ألهمت هذه التحديات ماونتز لتطوير طريقة لالتقاط وتعبئة وشحن الطلبات باستخدام نظام يمكنه توصيل أي عنصر إلى أي مشغل في أي وقت. لتحقيق رؤيته، استعان ماونتز بمساعدة بيتر وورمان ورافاييلو دي أندريا. عام 2003 أصبح ماونتز مؤسس ومدير تنفيذي لشركة كيفا سيستيمز، من خلال شراكته مع المؤسسين المشاركين Wurman وD'Andrea.

## نظرة عامة
بشكل تقليدي فانه يتم نقل البضائع حول مركز التوزيع باستخدام نظام ناقل أو عن طريق الآلات التي يديرها الإنسان (مثل الرافعة الشوكية ). في نظام عمل كيفا، يتم تخزين العناصر في وحدات تخزين محمولة. عندما يتم إدخال طلب في نظام قاعدة بيانات كيفا، يقوم البرنامج بتحديد أقرب مركبة موجهة آليًا إلى العنصر ويوجهها لاسترجاعه. تتحرك الروبوتات المتنقلة حول المستودع من خلال اتباع سلسلة من ملصقات الباركود المحوسبة على الأرض. تحتوي كل وحدة قيادة على مستشعر يمنعها من الاصطدام بالوحدات الأخرى. عندما تصل وحدة القيادة إلى الموقع المستهدف، تنزلق أسفل الجراب وترفعه عن الأرض من خلال حركة لولبية. ثم يقوم الروبوت بحمل الكبسولة إلى المشغل البشري المحدد لالتقاط العناصر.
قامت شركة كيفا ببيع أنظمة تعتمد على نموذجين مختلفين من الروبوتات. كان النموذج الأصغر حجما تقريبا 2 by 2.5 قدم (0.61 by 0.76 م)، 18 بوصة (460 مـم) عالية، وقادرة على رفع 1,000 رطل (450 كـغ). اما النموذج الأكبر كان قادر على حمل منصة نقالة بحمولات تصل إلى 3,000 رطل (1,400 كـغ). كان كلاهما بلون برتقالي مميز. كانت السرعة القصوى للروبوتات 1.3 متر في الثانية (4.3 قدم/ث). كانت الروبوتات المتنقلة تعمل بالبطارية وكانت تحتاج إلى إعادة الشحن كل ساعة لمدة خمس دقائق.
ويعتبر النظام أكثر كفاءة ودقة من الطريقة التقليدية التي تعتمد على وجود عمال بشريين يتنقلون حول المستودع لتحديد العناصر واختيارها. يسمح الروبوت أيضًا بتعزيز حركة شحنات أمازون ويساعد في ضمان السلامة لكل من العمال والموظفين والطرود نفسها.

## الاستحواذ من قبل أمازون

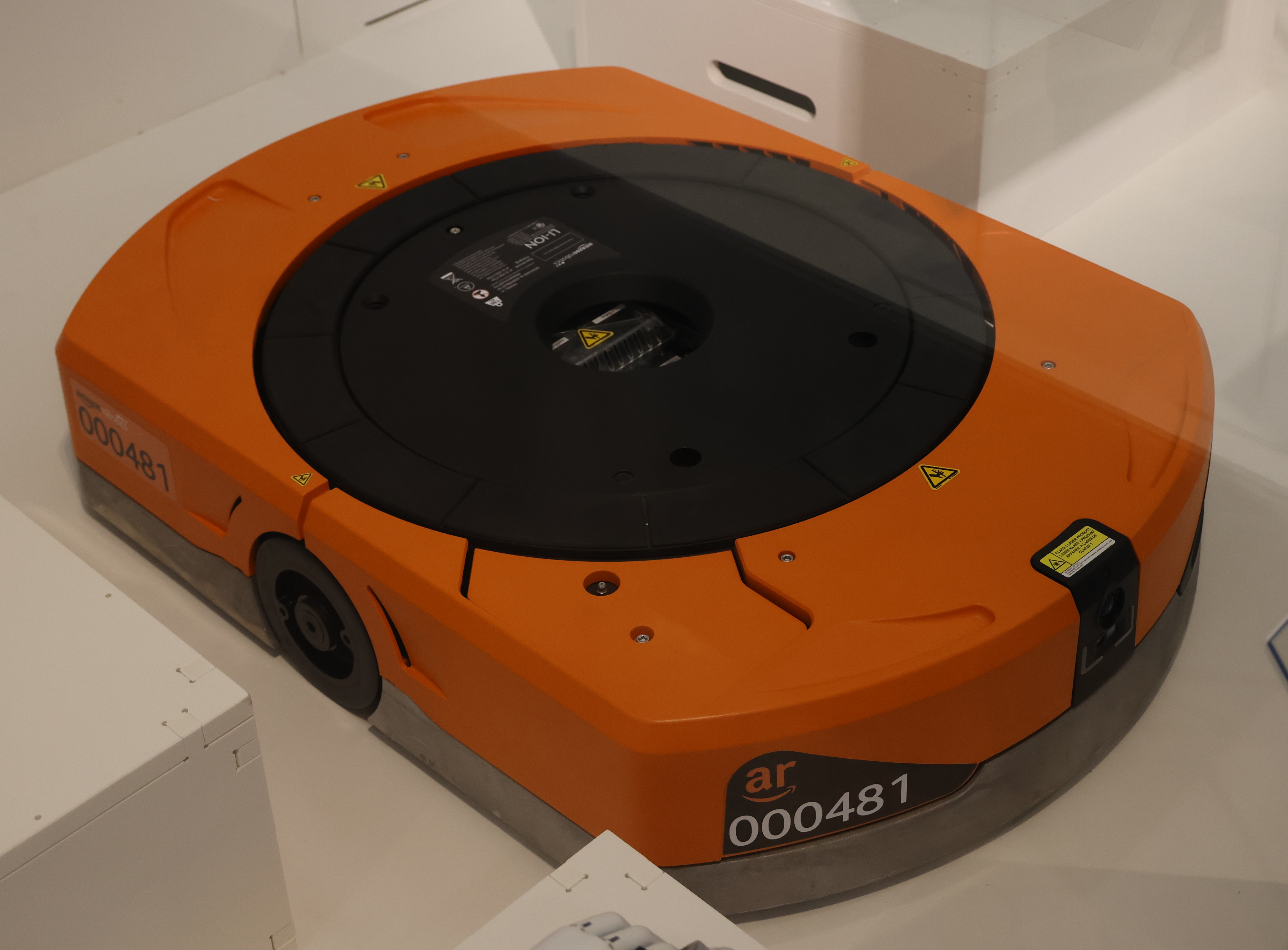
روبوت مستودع أمازون

في مارس 2012 استحوذت شركة أمازون على شركة كيفا سيستيمز مقابل 775 مليون دولار أمريكي. في ذلك الوقت، كان هذا ثاني أكبر استحواذ لشركة أمازون في تاريخها. 
منذ استحواذ أمازون على الشركة، ظلت الشركة هادئة. ولم تعلن الشركة عن أي عملاء جدد لـها، وأوقفت أنشطتها التسويقية. غادر معظم موظفي المبيعات في شركة كيوا، على الرغم من أن الشركة تواصل التوظيف في أقسام الهندسة والتصنيع. يعتقد مراقبو الصناعة أن أمازون تركز على العمليات الداخلية وليست مهتمة بمشاركة التكنولوجيا مع المنافسين. زفي أغسطس 2015، قامت الشركة بتغيير اسمها رسميًا من Kiva Systems LLC إلى Amazon Robotics LLC.
,من يونيو 2019، كان لدى أمازون أكثر من 200000 روبوت تعمل في مستودعاتها. لدى أمازون (حتى يناير 2020) أكثر من 200 ألف روبوت (يطلقون عليها اسم "محركات drives") في مستودعاتها. توقعت كاتي وود عام 2023 أنه بحلول عام 2030 ستحتوي مستودعات أمازون على روبوتات أكثر من البشر بإضافة حوالي 1000 روبوت يوميًا  ويجب أن يصل إجمالي عددها إلى مليون روبوت عام 2024 (العام المقبل)، بدلاً من 800 ألف روبوت متوقعة خطيًا. تحتوي المستودعات الأحدث بالفعل على عدد من الروبوتات يفوق عدد الأشخاص.  قدمت شركة Amazon Robotics سترة التكنولوجيا الروبوتية عام 2019. في يوليو 2022، كشفت أمازون عن أول روبوت متنقل ذاتي القيادة (AMR) على الإطلاق وهو بروتيوس Proteus.

## روابط خارجية
- Amazon Robotics نسخة محفوظة 2016-09-09 على موقع واي باك مشين. official website
- Demonstration video نسخة محفوظة 2015-07-17 على موقع واي باك مشين.
- Exclusive From Gilt Groupe: Flash Sales, Flash Delivery, Apparel Magazine
- "Disruptive By Design: Freakin' Cool Robots", Wired Magazine
- Toys 'R' Us Deploys Robots as Retailers Seek to Catch Amazon, Bloomberg.com
- Robots: Warehouse Robots podcast
- Staples Robotic Retrievers by أرشيف الإنترنت